# Chemische Fabriek Naarden
De Chemische Fabriek Naarden (CFN) was een bedrijf te Naarden dat geur- en smaakstoffen vervaardigde en daar onderzoek naar deed.
De fabriek is opgericht in 1905 op het terrein van een voormalige bietsuikerfabriek, de NV Gooische Beetwortelsuiker-fabriek. Met 14 medewerkers startte men met de distillatie van ruwe glycerine tot hoofdzakelijk dynamietglycerine. Dit werd voornamelijk geëxporteerd naar Zuid-Afrika. De fabriek raakte al spoedig in financiële moeilijkheden, waarop men tevens begon met de destillatie van karwijzaad en andere materialen voor essences. Uit het karwij destilleerde men Kummel-olie dat toepassing vond als grondstof in zeep- en andere fabricages. Het nevenproduct, karwijzaad, werd geëxporteerd. Met de komst van Willem van Dorp in 1908 als manager, werd de invoering van moderne chemische methoden in het bedrijf bevorderd.
In 1914 werd reeds 5000 ton/jaar aan glycerine geproduceerd. Dit werd naar Groot-Brittannië geëxporteerd, maar inmiddels was de Eerste Wereldoorlog uitgebroken en was het bedrijf verplicht op basis van de neutraliteit van Nederland de export van deze strategische grondstof (voor explosieven) te staken. Omdat in Nederland niet voldoende afzetmarkt voor glycerine was, werd naar nevenactiviteiten gezocht. De fabriek ging als eerste in Nederland sacharine produceren, er kwam een afdeling voor de raffinage van salpeter en ook sulfieten werden aan het productieprogramma toegevoegd. In 1916 kwam er een afdeling voor de bereiding van kunstmatige reukstoffen en ging de NV daarnaast samenwerken met een Nederlandse kleurstoffenproducent. Dit laatste bracht CFN in de jaren 20 van de 20e eeuw aan de rand van de afgrond. Veel aroma's werden gedistilleerd uit plantaardige oorsprong die het bedrijf deels uit eigen verbouw betrok. Vanaf 1921 produceerde en verhandelde het bedrijf ook opiaten die van Novartis werden betrokken.
Ook tijdens de Tweede Wereldoorlog werd de glycerineproductie vrijwel onmogelijk wegens gebrek aan grond- en hulpstoffen. Men ging anti-oxidanten vervaardigen, die nodig waren voor de conservering van voedsel. Ook werden smaakstoffen en Vitamine C geproduceerd. Na de Tweede Wereldoorlog breidde het bedrijf aanzienlijk uit, met onder meer een vestiging in België. Er werkten bij het 50-jarig jubileum ongeveer 100 mensen. De export nam aanzienlijk toe tot 70% van de omzet. In 1957 werd het familiebedrijf Jan Dekker overgenomen. In 1964 werd het Amerikaanse American Flavorex Co. overgenomen. In 1965 waren er al 21 nevenbedrijven. In Naarden werkten toen 180 mensen, naast de productieafdelingen werkzaam in hulpafdelingen als glasblazerij, constructiewerkplaats, timmerfabriek, bouwbedrijf en drukkerij.
In 1970 eindigde de glycerinedestillatie, waarmee het bedrijf zich geheel op geur- en smaakstoffen ging richten. In 1972 werd CFN omgezet in de holding: Naarden International N.V. In 1986 had deze holding reeds 2500 medewerkers wereldwijd.
Tot eind jaren '50 van de vorige eeuw kon Chemische Fabriek Naarden chemisch afval kwijt in de Lepelaar, een voormalige zandwinput bij de kruising rijksweg A1 en A6 van circa 40 meter diep. Het gaat daarbij onder meer om afval met benzeen, tolueen, kobalt en chroom. Naderhand werd tot 1976 afvalwater diep in de bodem geïnjecteerd. De verontreinigingen die in het grondwater tot 200m diep terecht gekomen waren, bedreigen ook het Naardermeer.

## Quest International
Nadat de familie Van Dorp in 1983 reeds was teruggetreden, werd het bedrijf in 1987 verkocht aan Unilever. Dit concern voegde Naarden International samen met het Britse bedrijf Proprietary Perfume and Flavours (PPF), waarin de Britse bedrijven Proprietary Perfumes Ltd. (PPL) en Food Industries Ltd. (FIL) reeds waren opgegaan. Aldus ontstond Quest International. Deze onderneming kocht nog een aantal andere bedrijven op, om in 1997 in zijn geheel aan ICI verkocht te worden. Dit paste in de toenmalige strategie van ICI om zich in de richting van de fijnchemie te ontwikkelen.
In 2007 werd Quest verkocht aan het Zwitserse geur- en smaakstoffenconcern Givaudan en hield op als zelfstandig bedrijf te bestaan. Givaudan-Nederland is gevestigd te Naarden en Barneveld en heeft in Nederland ongeveer 630 medewerkers.